# Vencimont
Vencimont is een dorpje in de Belgische provincie Namen en een deelgemeente van Gedinne. Het ligt meer dan vijf kilometer ten noorden van Gedinne-centrum, ten noorden van het riviertje de Houille, dat langs het dorpscentrum stroomt. Het dorp telt ongeveer 500 inwoners en was tot 1 januari 1977 een zelfstandige gemeente.
Het dorpje heeft een traditionele bakker, een ambachtelijke bakker in de gerestaureerde watermolen, een slager, een pizzeria, een hotel/restaurant en een bistro. Centraal gelegen ligt het dorpskerkje. Er lopen diverse mountainbikeparcours en wandelpaden door het dorp.

## Demografische ontwikkeling
- Bronnen:NIS, Opm:1831 tot en met 1970=volkstellingen, 1976= inwoneraantal op 31 december

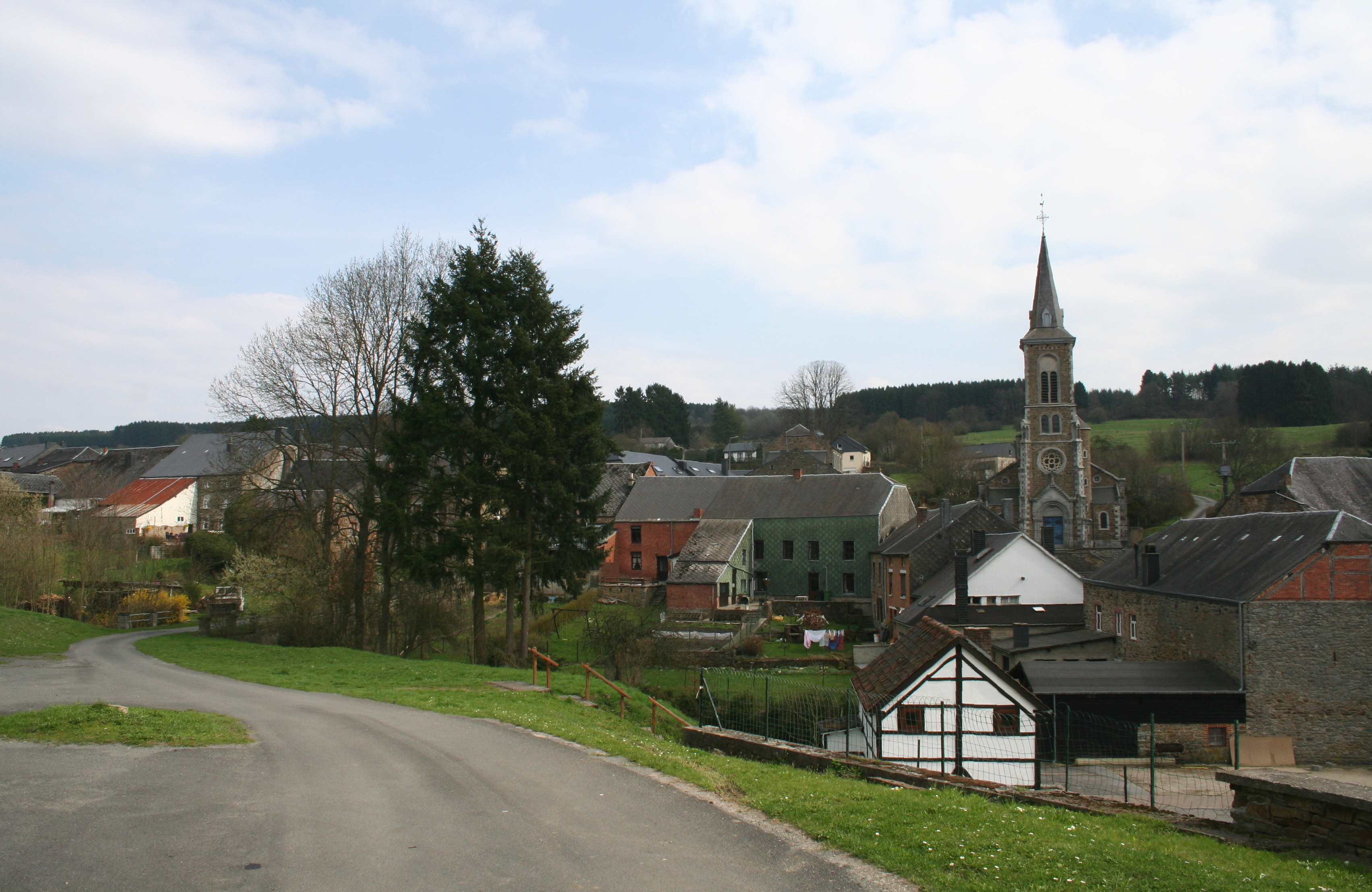
Dorpscentrum en Église Saint-Lambert

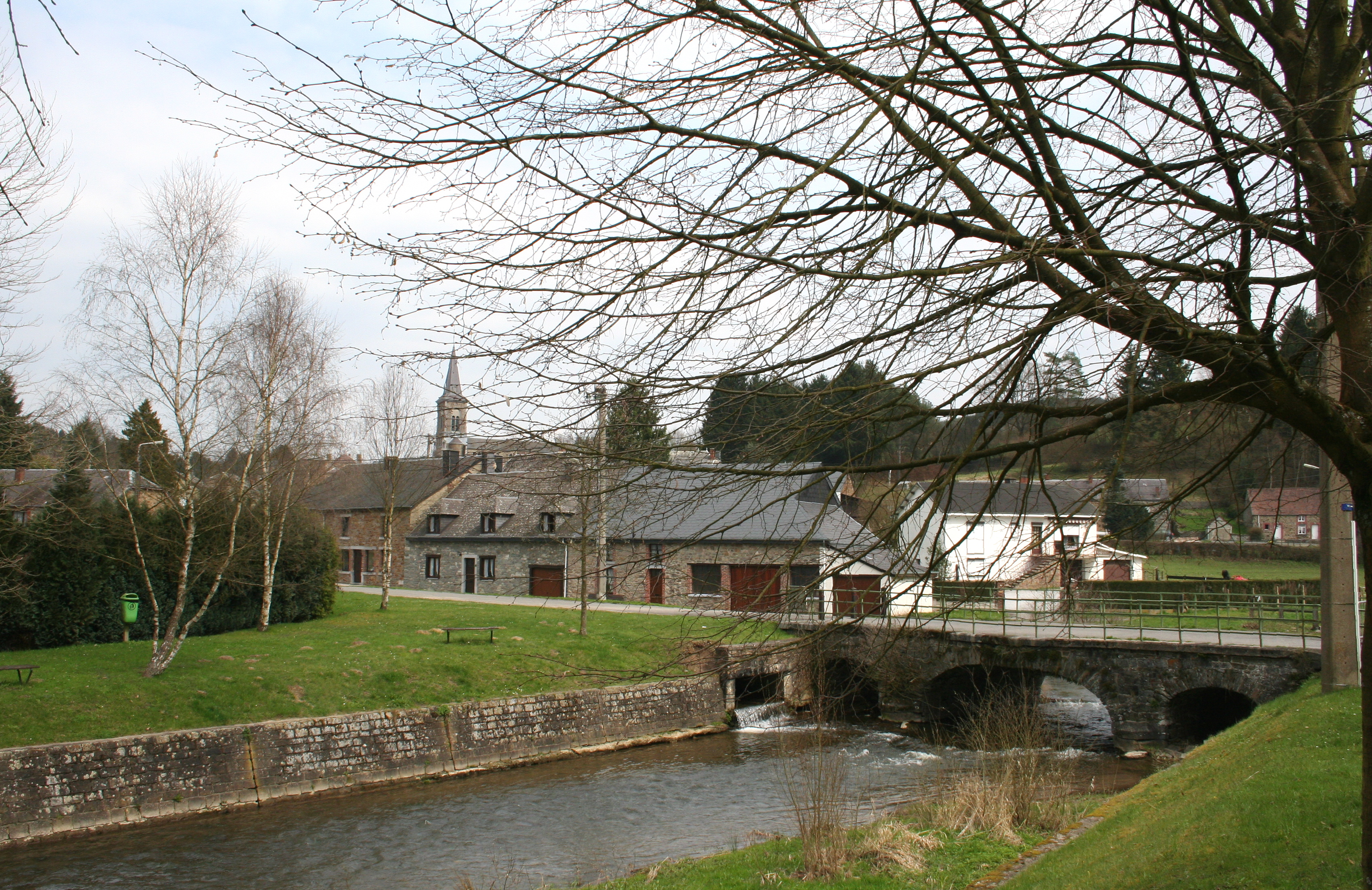
La Houille nabij Vencimont